# Operă de cameră
Operă de cameră, care este o formă uzuală și prescurtată a expresiei operă care este performată fiind acompaniată de un ansamblu de cameră, desemnează o piesă mai scurtă de teatru liric (operă, pe scurt) scrisă intenționat de către compozitor pentru a fi acompaniată de un ansamblu cameral și nu de o orchestră de tip simfonic, așa cum se obișnuiește în general.

## Generalități

### Exemple de opere de cameră
Spre exemplu, o astfel de operă de cameră timpurie din secolul al XX-lea este Cardillac, scrisă de Paul Hindemith în 1926. Oricum, o piesă de teatru liric de acest gen, foarte timpurie, este lucrarea La serva padrona de Giovanni Battista Pergolesi, scrisă în 1733, deși la timpul său nu fusese clasificată astfel. Un alt exemplu, tot din anii timpurii ai secolului al XX-lea, chiar mai timpuriu decât Cardillac, este lucrarea Savitri, a lui Gustav Holst, scrisă în 1916.
Compozitorul englez Benjamin Britten a scris mai multe opere de acest gen în anii 1940, după război, ca urmare a unei comenzi sociale ferme. Compania operatică English Opera Group, cu care Britten colaborase, avea nevoie de varii piese de teatru liric mai scurte, mai ușor de montat, cu care se puteau face turnee mai ușor, datorită numărului sensibil mai redus al oamenilor implicați, dar și a spațiilor de varii dimensiuni care existau de-a lungul circuitului turneelor.
Un prim exemplu de lucrare scrisă „la comandă” de Britten este The Rape of Lucretia (Violarea Lucreției, titlu aproape omonim cu poemul lui Shakespeare, The Rape of Lucrece) din 1946, urmată de operele sale de cameră Albert Herring (în 1947), The Turn of the Screw (Răsucirea șurubului din 1954) și Curlew River (Răul Curlew, în 1964).
Alți compozitori, incluzând Hans Werner Henze, Harrison Birtwistle, Thomas Adès, George Benjamin, William Walton și Philip Glass (cunoscut ca fiind un compozitor minimalist) au abordat acest gen operatic producând una sau mai multe lucrări de acest gen.

### Instrumentația
Instrumentația pentru operele de cameră poate varia destul de mult, între structura unui ansamblu cameral „obișnuit” și minimalismul extrem al genului, doar vocea umană. Spre exemplu, Britten a compus The Rape of Lucretia pentru opt instrumentiști, între care instrumentele cu coarde erau majoritare. Restul ansamblului era format dintr-un instrument de suflat, un pian, o harpă și o baterie de percuție.
Compozitorul Humphrey Searle în lucrarea The Diary of a Madman (Jurnalul unui om nebun din 1958) a conceput structura muzicală ca fiind bazată pe patru voci și un ansamblu cameral format din patru instrumente, o vioară, un instrument de suflat din lemn, unul de suflat din alamă și două instrumente de percuție. De asemenea, a fost folosită o înregistrare magnetică, pe o bandă de magnetofon, pentru producerea de efecte sonore.
Un exemplu de adevărat minimalism, din această categorie de opere, este lucrarea din 1979, feeria King Harald's Saga (Saga regelui Harald) a compozitoarei Judith Weir, care este scrisă doar pentru o voce de soprană.